# Kumar Mangalam Birla

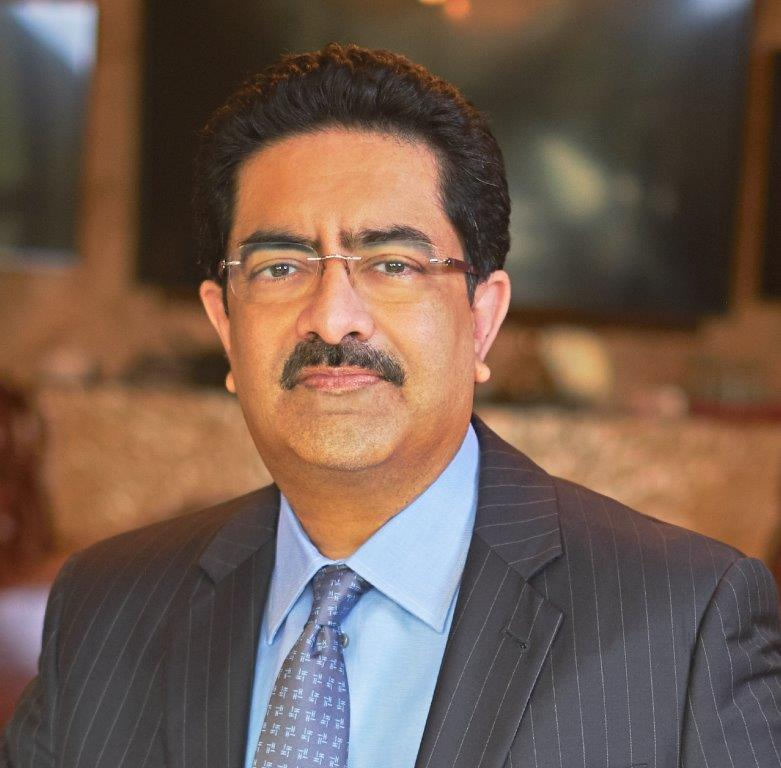
Kumar Mangalam Birla

Kumar Mangalam Birla (* 14. Juni 1967) ist ein indischer Unternehmer.

## Leben
Birla studierte an der University of Mumbai und an der London Business School. Birla leitet das indische Unternehmen Aditya Birla Group, Mutterkonzern von Hindalco Industries. Nach Angaben des US-amerikanischen Forbes Magazine gehört Birla mit einem Vermögen von 16,5 Milliarden US-Dollar (2022) zu den reichsten Indern. Birla ist verheiratet und hat drei Kinder.